# Diocesi di Tipasa di Numidia
La diocesi di Tipasa di Numidia (in latino Dioecesis Tipasitana in Numidia) è una sede soppressa e sede titolare della Chiesa cattolica.

## Storia
Tipasa di Numidia, identificabile con Tifech nell'odierna Algeria, è un'antica sede episcopale della provincia romana di Numidia.
Sono solo due i vescovi conosciuti di Tipasa di Numidia. Rustico prese parte al sinodo riunito a Cartagine dal re vandalo Unerico nel 484 ed in seguito venne esiliato. Al concilio lateranense indetto da papa Felice III nel 487 partecipò il vescovo africano Rustico, senza indicazione della sede di appartenenza; potrebbe essere il vescovo di Tipasa o l'omonimo vescovo di Tetci. Fermo prese parte al concilio di Cartagine del 525, come legato della Numidia, e al concilio di Costantinopoli del 553.
Dal XIX secolo Tipasa di Numidia è annoverata tra le sedi vescovili titolari della Chiesa cattolica; dal 3 luglio 2021 il vescovo titolare è Andrés Luis García Jasso, vescovo ausiliare di Città del Messico.

## Cronotassi

### Vescovi
- Rustico † (prima del 484 - dopo il 487 ?)
- Fermo † (prima del 525 - dopo il 553)

### Vescovi titolari
- Michael James Gallagher † (5 luglio 1915[3] - 26 dicembre 1916 succeduto vescovo di Grand Rapids)
- Henry Gray (Grey) Graham † (30 agosto 1917 - 5 dicembre 1959 deceduto)
- Victor João Herman José Tielbeek, SS.CC. † (4 febbraio 1961 - 26 maggio 1978 dimesso)
- Antonio Realubin Tobias (3 novembre 1982 - 14 settembre 1984 nominato vescovo di Pagadian)
- Sérgio Arthur Braschi (18 febbraio 1998 - 16 luglio 2003 nominato vescovo di Ponta Grossa)
- José Luiz Ferreira Salles, C.SS.R. (1º febbraio 2006 - 15 febbraio 2012 nominato vescovo di Pesqueira)
- Christian Riesbeck, C.C. (7 gennaio 2014 - 15 ottobre 2019 nominato vescovo di Saint John)
- Andrés Luis García Jasso, dal 3 luglio 2021